# 高里普尔
高里普尔（Gauripur），是印度阿萨姆邦Dhubri县的一个城镇。总人口23477（2001年）。

## 人口
该地2001年总人口23477人，其中男性12248人，女性11229人；0—6岁人口2620人，其中男1330人，女1290人；识字率75.32%，其中男性为81.34%，女性为68.75%。